# Tamara Ecclestone
 (novembre 2011).
Si vous disposez d'ouvrages ou d'articles de référence ou si vous connaissez des sites web de qualité traitant du thème abordé ici, merci de compléter l'article en donnant les références utiles à sa vérifiabilité et en les liant à la section « Notes et références ».
Tamara Ecclestone, née le 28 juin 1984, est un mannequin britannique et un model Playboy, présentatrice de télévision et la fille de Bernie Ecclestone et de Slavica Ecclestone, mannequin serbe. Elle est la présentatrice de la saison 2009 de Formule 1 pour l'émission italienne Sky Sports Italia's.

## Biographie

### Enfance
Tamara Ecclestone est née à Milan, elle est la fille de Bernie Ecclestone, propriétaire de la firme Formula One Administration et de l'ancien mannequin serbe Slavica Radić. Elle a une demi-sœur paternelle, Deborah, une sœur cadette, Petra Stunt (en) et un demi-frère paternel, Ace, né en 2020.
Tamara Ecclestone a fait ses études à Londres où elle a décroché un baccalauréat.

### Carrière
Elle a posé nue dans le numéro de Playboy de mai 2013

### Vie privée
Elle se marie officiellement le 1er juillet 2013 à Londres avec Jay Rutland après avoir célébré la cérémonie le 11 juin 2013 en France au Cap Ferrat. Le 17 mars 2014, elle donne naissance à son premier enfant, une fille prénommée Sophia.
Dans la nuit du 13 au 14 décembre 2019, le manoir de 57 pièces qu'elle habite au no 8 de Kensington Palace Gardens, à Londres, est visité par une équipe de malfaiteurs qui quitte les lieux avec un butin en bijoux évalué à 60 millions d'euros.

## Filmographie
- 2011 : Wall of Fame (en) : Elle-même
- 2011 : Tamara Ecclestone: Billion $$ Girl : Elle-même